# Pablo Martínez Andrés
Pablo Martínez Andrés (Madrid, 22 de febrero de 1998) es un futbolista español que juega de centrocampista en el Levante U. D. de Primera División de España.

## Trayectoria
Crecido en el fútbol base de la Escuela Deportiva Moratalaz, donde se formó desde Benjamines hasta juvenil de 2º año, cuando saltó a la Agrupación Deportiva Alcorcón, pasando por las diferentes categorías del club, incluido la A. D. Alcorcón "B" hasta llegar al primer equipo, con quien debutó en Segunda División en un partido ante el C. D. Tenerife en la temporada 2017-18. En la temporada 2018-19 se marchó cedido a la U. D. Sanse.
En verano de 2019 firmó por el Atlético Levante y debutó con el primer equipo del Levante U. D. el 1 de diciembre, en un partido de Primera División frente al Getafe C. F.
El 2 de octubre de 2020 se hizo oficial su incorporación al Club Deportivo Mirandés cedido por una temporada. La campaña siguiente la empezó en el equipo granota, aunque el 14 de enero de 2022 volvió a salir a préstamo, en esta ocasión a la S. D. Huesca que competía en una Segunda División que ya conocía de su paso por el C. D. Mirandés.

## Clubes
| Club                    | País   | Año       |
| ----------------------- | ------ | --------- |
| A. D. Alcorcón "B"      | España | 2017-2018 |
| A. D. Alcorcón          | España | 2018-2019 |
| U. D. Sanse (cedido)    | España | 2018-2019 |
| Atlético Levante U. D.  | España | 2019-2021 |
| C. D. Mirandés (cedido) | España | 2020-2021 |
| Levante U. D.           | España | 2021-act. |
| S. D. Huesca (cedido)   | España | 2022      |